# سومه (صومعه)
در خانه‌های  ماسوله، سومه، اتاق زمستان‌نشین است. برخی اهالی قدیمی در ماسوله، معتقدند که چون این محل در ۶ ماه از سال محل انزوا و دوری گزیدن از سرما است.
مفهوم آن از همان  صومعه ریشه می‌گیرد. در تمامی نمونه‌های برداشت شده در خانه‌های ماسوله، محل قرارگیری سومه در پشت اتاق‌ها، تالار،"پیله که "و یاً روکه" می‌باشد. به هر حال "سومه" در هر جا که قرار می‌گیرد، نقش ارتباطی بین چند فضا را دارد. ابعاد سومه در یک خانه به نقشه کلی آن خانه بستگی دارد. گاهی "سومه" در کنار چغم (هال) و هر دو درپشت یک اتاق، گاهی به اندازه عرض یک اتاق چیزی در حدود ۴*۲متر و گاهی با ابعادی نزدیک به ۲٫۵۰*۲٫۴۰ متر ساخته شده‌است. در یک سومه می‌توان اجاق، تعدادی طاقچه، دولا و پنجره ای کوچک مشاهده نمود. در بیشتر موارد نورگیری سومه از طریق روزنی بنام "لن" انجام می‌شود.